# Civray, Vienne
Civray là một xã, tọa lạc ở tỉnh Vienne trong vùng Nouvelle-Aquitaine, Pháp. Xã này có diện tích 8,7 km², dân số năm 2006 là 2803 người. Xã nằm ở khu vực có độ cao trung bình 137 m trên mực nước biển.Ses habitants sont les Civraisiens et les Civraisiennes.

## Biến động dân số
| Năm | 1962  | 1968  | 1975  | 1982  | 1990  | 1999  | 2006  |
| --- | ----- | ----- | ----- | ----- | ----- | ----- | ----- |
| Dân số | 2 867 | 3 034 | 3 108 | 2 978 | 2 814 | 2 638 | 2 803 |
| From the year 1962 on: No double counting—residents of multiple communes (e.g. students and military personnel) are counted only once. |       |       |       |       |       |       |       |